# Hippocratisme digital
 Mise en garde médicale
L’hippocratisme digital est une déformation des ongles des doigts ou des orteils. On parle aussi de « doigts en baguettes de tambour » ou de « clubbing ». Les ongles sont recourbés vers la face palmaire, arrondis vers la face dorsale, on note une hypertrophie des dernières phalanges et inconstamment une cyanose locale.
Hippocrate, il y a un peu moins de 2 500 ans, a été le premier à décrire cette anomalie. Ce signe clinique s'observe dans de nombreuses maladies telles que les maladies respiratoires chroniques, les cardiopathies cyanogènes, les maladies inflammatoires du tube digestif ou encore les maladies hépatiques.
La physiopathologie reste inconnue mais il semble que certains facteurs de croissance soient impliqués (PDGF (en), facteur de croissance de l’endothélium vasculaire) et que les plaquettes jouent un rôle.
Il existe une forme primitive, la pachydermopériostose, et des formes secondaires à différentes causes : une des causes fréquentes est l'existence d'un cancer bronchique.

## Mécanismes
Ils ne sont pas clairs. L'hypoxie (défaut d'oxygénation) joue un rôle. Il existe des modifications des capillaires sanguins dans les doigts concernés par l'hippocratisme, avec présence de micro-thrombus. Ces altérations de la vascularisation sont probablement en rapport avec la production de VEGF.
Une hypothèse, encore débattue, est que les pathologies qui ont comme symptôme clinique l'hippocratisme digital empêcheraient la fragmentation des mégacaryocytes au niveau des alvéoles pulmonaires, ces mégacaryocytes « s'impact[ant] » alors au niveau de la micro-circulation digitale distale et in fine produisant l'hippocratisme digital.

## Causes
L'hippocratisme digital peut être trouvé dans différentes affections.
- Maladies pulmonaires :
  - Cancer du poumon primitif et secondaire ;
  - Mésothéliome (généralement induit par l'inhalation d'amiante) ;
  - Sarcoïdose (exceptionnel) ;
  - Pneumopathie chronique infiltrante diffuse, fibrose pulmonaire ;
  - Pneumopathie lipoïde ;
  - Dilatation des bronches, abcès pulmonaire, tuberculose[4] ;
  - Mucoviscidose.

- Maladies cardiaques :
  - Hypertension artérielle pulmonaire ;
  - Cardiopathies congénitales cyanogènes ;
  - Endocardite infectieuse[4].

- Maladies cutanées :
  - Pachydermopériostose (forme idiopathique d'ostéoarthropathie hypertrophiante) ;
  - Syndrome de Bureau-Barrière-Thomas ;
  - Syndrome de Fischer ;
  - Kératodermie palmo-plantaire ;
  - Syndrome de Volavsek.

- Maladies digestives :
  - Maladies inflammatoires chroniques de l'intestin[4] ;
  - Cholangite biliaire primitive ;
  - Cirrhose hépatique ;
  - Colite ulcérée ;
  - Léiomyome de l'œsophage ;
  - Achalasie de l'œsophage ;
  - Ulcération peptique de l'œsophage ;
  - Insuffisance hépatocellulaire.

- Maladies tumorales :
  - Cancer de la thyroïde ;
  - Cancer du thymus ;
  - Lymphome de Hodgkin ;
  - Syndrome POEMS.

- Autres :
  - Grossesse ;
  - Acromégalie ;
  - Neuropathies.

Certaines maladies génétiques s'accompagnent d'hippocratisme digital, comme dans les cas de mutations de la 15-hydroxyprostaglandine déshydrogénase ou de la protéine transporteuse de prostaglandine SLCO2A1.
Enfin, il existe des cas sans cause définie, dits idiopathiques.

## Traitement
Aucun traitement n'est en règle requis, autre que celui de la maladie causale. Si cette dernière peut être guérie, l'hippocratisme peut régresser.
Il existe parfois des formes douloureuses. Dans les cas de cancers pulmonaires inopérables, une vagotomie (section chirurgicale du nerf vague) peut entraîner une amélioration des symptômes.